# アクティヴ (フリゲート)
アクティヴ（F171 Active）は、イギリス海軍の21型フリゲート。フォークランド戦争に投入された。後にパキスタンへ売却され、タリク級駆逐艦シャー・ジャハーン（Shah Jahan）となった。

## 艦暦
フォークランド戦争に際しては、対地攻撃で戦果を上げ、ポート・スタンリー攻略に貢献した。
1987年リアンダー級フリゲート「ジュノー」と衝突した。
1994年にパキスタン海軍に売却された。